# Luca Tosi
Luca Tosi (* 4. November 1992) ist ein san-marinesischer Fußballspieler.

## Karriere
Luca Tosi begann seine Karriere 2013 bei SS Folgore/Falciano. Für die san-marinesische Nationalmannschaft debütierte er am 8. Juni 2014 bei einem Freundschaftsspiel gegen Albanien; das Spiel verlor San Marino mit 0:3.